# Cicli Moser

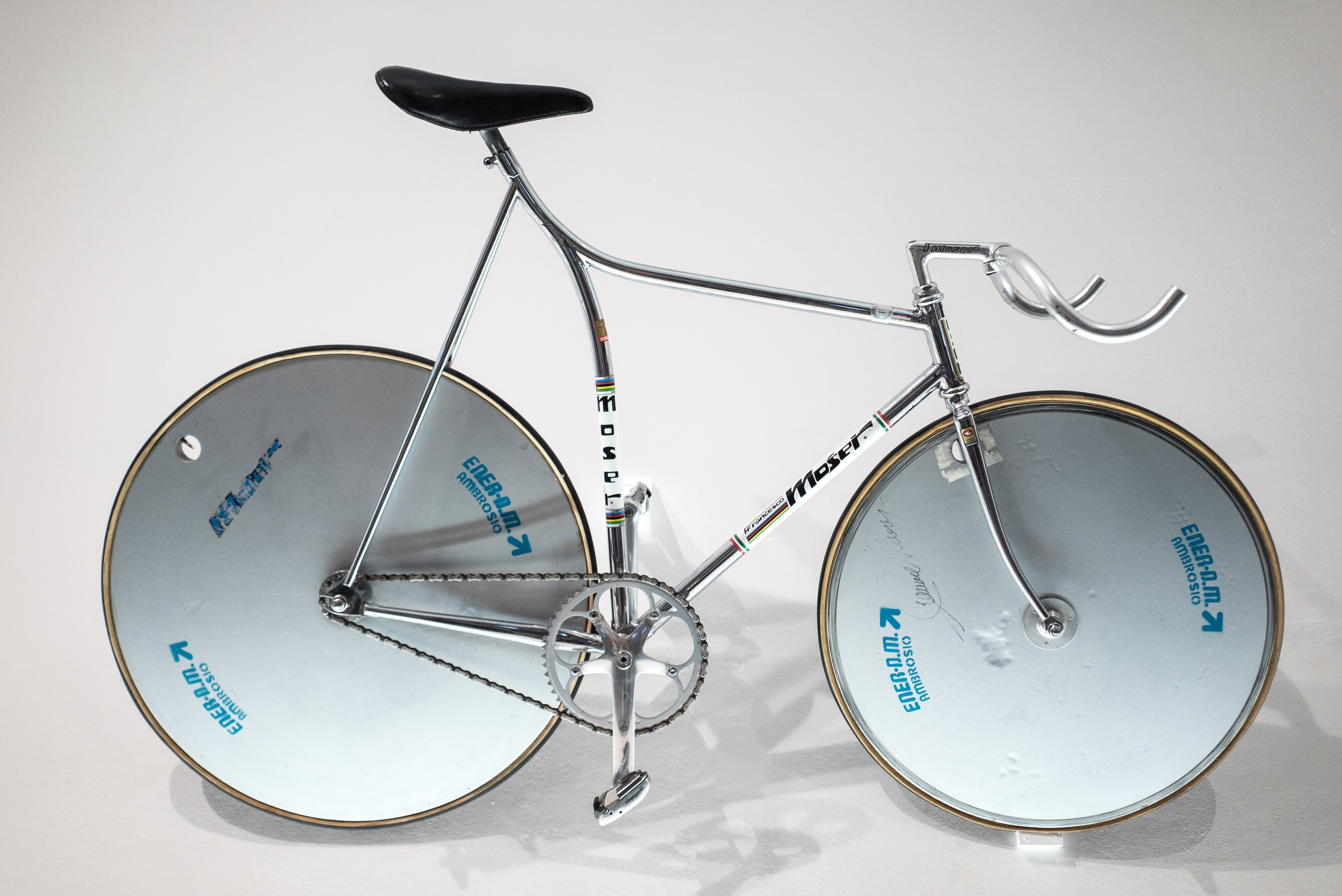
Cicli Moser Bahnrad

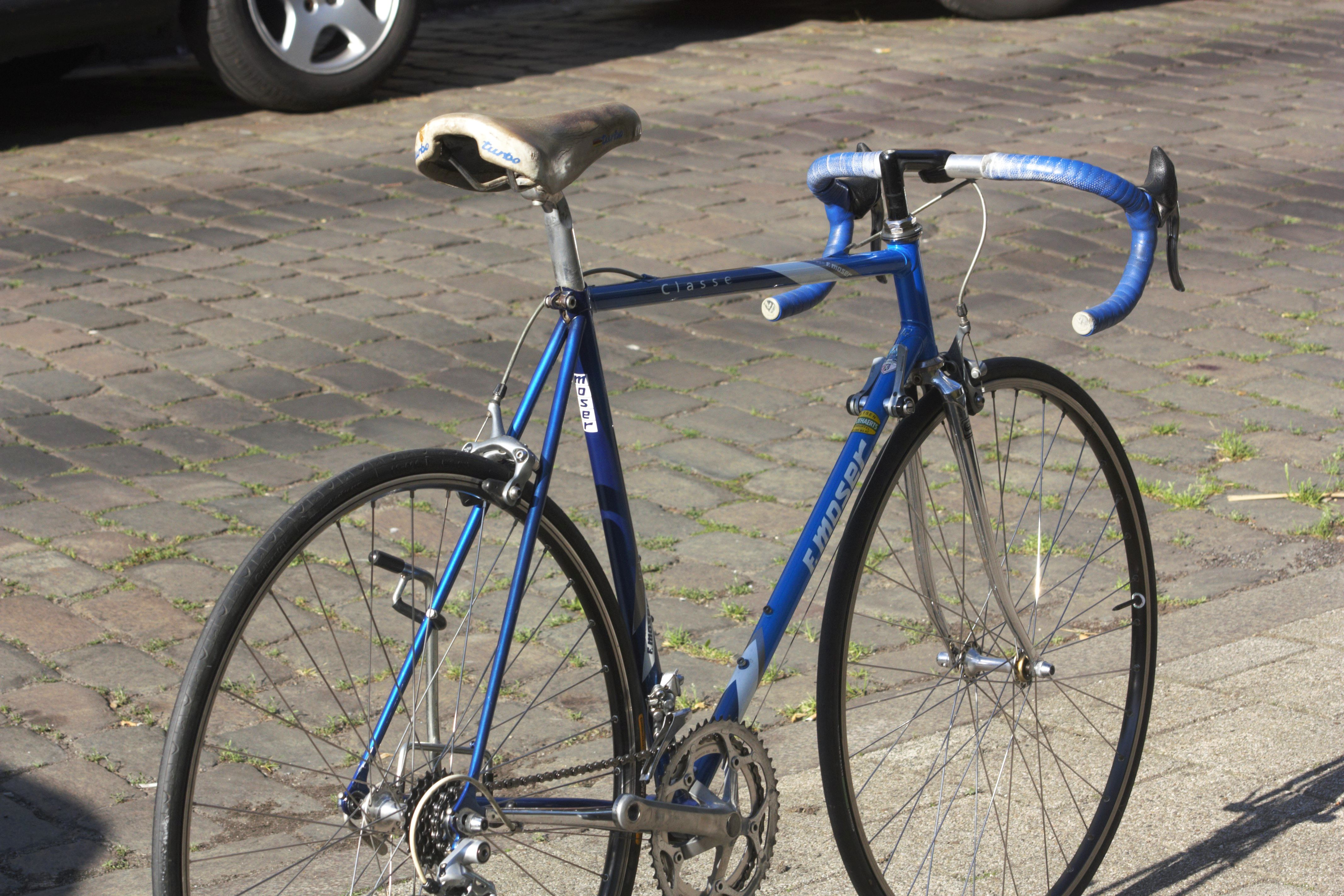
Francesco Moser Rennrad aus den frühen 1990ern

Cicli Moser – auch Moser Cicli genannt – war ein italienischer Fahrradhersteller, der vom Radrennfahrer Francesco Moser in Trient gegründet und betrieben wurde.

## Geschichte
Francesco Moser gründete am Ende seiner Profikarriere 1979  die Manufactur Cicli Moser. Die Firma stellte Rennräder und Bahnräder für den Radrennsport her. Das legendäre Modell ‘Francesco Moser 51.151’ ging 1987 in die Produktion und ist nach Mosers Stundenweltrekord benannt. Hergestellt aus Columbus SLX war es mit einer Campagnolo Super Record-Schaltung ausgestattet.

## Rahmenbau
Anfang der 1980er Jahre waren Mosers Rahmen einzigartig unter den zahlreichen italienischen Herstellern. Die Rahmen wurden mit Silberlot zusammengefügt, was erstmals eine muffenlose Verarbeitung möglich machte und damit das Gewicht des Rahmens reduzierte.
Der Sportwissenschaftler Antonio Dal Monte entwickelte ein aerodynamisches Bahnrad, welches später mit leichten Abwandlungen von Cicli Moser gebaut wurde.